# Типовое жильё
Типовое жильё — строившееся в массовом порядке жильё в ряде стран мира, позволявшее быстро и дёшево обеспечить доступными квартирами в городах множество людей при помощи государства, самоуправлений или по инициативе частных застройщиков. Самым массовым строительство такого жилья было при социализме в СССР и других странах социалистической системы, когда в отдельных случаях объем жилого фонда в крупных городах увеличивался вдвое и более, а также возводились целые новые города на осваиваемых, ранее малообжитых территориях.
Формы интенсивной городской застройки в виде рядных или блочных домов с общими боковыми стенами используются в Европе с XVI века: в Англии они называются террасными домами (terrace house), в США таунхаусами (townhouse) или рядными домами (row houses, row homes — особенно в Балтиморе, Нью-Йорке, Филадельфии, Бостоне, Вашингтоне). Одним из ранних образцов такой застройки является Площадь Вогезов в Париже (1605—1612).
Появление типового жилья было обусловлено промышленной революцией и урбанизацией, когда рост производительности труда в сельском хозяйстве высвободил большое число рабочих рук и их переток в города. На протяжении XIX — начала XX века жилищные условия большинства наёмных рабочих не отвечали элементарным санитарно-гигиеническим требованиям. В большинстве случаев их жилища были перенаселены. Если под перенаселением понимать проживание в каждой комнате, включая кухню, более двух человек, то в перенаселённых квартирах обитали: в Познани — 53 %, в Дортмунде — 41 %, в Дюссельдорфе — 38 %, в Ахене и Эссене — 37 %, в Бреслау — 33 %, в Мюнхене — 29 %, в Кёльне — 27 %, в Берлине — 22 % рабочих. Были перенаселены 55 % квартир в Париже, 60 % в Лионе, 75 % в Сент-Этьене. Лидером урбанизации стала Англия, где к 1900 г. доля городского населения достигла 75 %, увеличившись в полтора раза в сравнении с 1850 г., когда в городах проживала половина англичан.

## Идея Ле Корбюзье
Во Франции для выставки «Осенний Салон» 1922 года Эдуард Ле Корбюзье и Пьер Жаннере представили проект «Современный город на 3 млн жителей», в котором предлагалось новое видение города будущего. Впоследствии этот проект был преобразован в «План Вуазен» (1925) — развитое предложение по радикальной реконструкции Парижа. Планом Вуазен предусматривалось строительство нового делового центра Парижа на полностью расчищенной территории. Для этого предлагалось снести 240 гектаров старой застройки. Восемнадцать одинаковых небоскрёбов-офисов в 50 этажей по плану располагались свободно, на достаточном расстоянии друг от друга. Застраиваемая площадь составляла при этом всего 5 %, а остальные 95 % территории отводились под магистрали, парки и пешеходные зоны. «План Вуазен» широко обсуждался во французской прессе и стал своего рода сенсацией.
В 1924 году по заказу промышленника Анри Фрюже в посёлке Пессак под Бордо был возведён по проекту Корбюзье городок «Современные дома Фрюже» (Quartiers Modernes Frugès). Этот городок, состоящий из 50 двух-трёхэтажных жилых домов, был одним из первых опытов строительства домов сериями (во Франции). Здесь применены четыре типа здания, различные по конфигурации и планировке — ленточные дома, блокированные и отдельно стоящие. В этом проекте Корбюзье пытался найти формулу современного дома по доступным ценам — простых форм, несложного в строительстве и обладающего при этом современным уровнем комфорта.
На Международной выставке современных декоративных и промышленных искусств 1925 года в Париже по проекту Корбюзье был построен павильон «Эспри Нуво» (L’Esprit Nouveau). Павильон включал в себя жилую ячейку многоквартирного дома в натуральную величину — экспериментальную квартиру в двух уровнях. Похожую ячейку Корбюзье использовал позже, в конце 40-х годов, при создании своей Марсельской жилой единицы. Марсельский блок (1947—1952) — это многоквартирный жилой дом в Марселе, расположенный особняком на просторном озеленённом участке. Корбюзье использовал в этом проекте стандартизированные квартиры «дуплекс» (в двух уровнях) с лоджиями, выходящими на обе стороны дома. Внутри здания — в середине по его высоте — расположен общественный комплекс услуг: кафетерий, библиотека, почта, продуктовые магазины и прочее. На ограждающих стенах лоджий впервые в таком масштабе применена раскраска в яркие чистые цвета — полихромия. Подобные жилые единицы (частично видоизменённые) были возведены позже в городах Нант-Резе́ (1955), Мо (1960), Брие-ан-Форе (1961), Фирмини (1968) (Франция), в Западном Берлине (1957). В этих постройках воплотилась идея «Лучезарного города» Корбюзье — города, благоприятного для существования человека.
В 1950 году, по приглашению индийских властей штата Пенджаб, Корбюзье приступил к осуществлению самого масштабного проекта своей жизни — проекта новой столицы штата, города Чандигарх. Как и в Марсельском блоке, для наружной отделки применена особая технология обработки бетонной поверхности, так называемый «béton brut» (фр. — необработанный бетон). Эта техника, ставшая особенностью стилистики Ле Корбюзье, была подхвачена позже многими архитекторами Европы и стран других регионов, что позволило говорить о возникновении нового течения «брутализм». Брутализм получил наибольшее распространение в Великобритании (особенно в 1960-е годы) и в СССР (особенно в 1980-е годы). К началу 1980-х гг. Западную Европу захлестнула волна протестов против такого рода застройки. Со временем брутализм стал восприниматься как воплощение худших качеств современной архитектуры (отчуждённость от потребностей человека, бездушность, клаустрофобичность и т. д.), и его востребованность сошла на нет.
Построенный по плану город Бразилиа, столица Бразилии, был создан как воплощение видения Ле Корбюзье, и включает некоторые знаменитые во всём мире образцы типовых жилых зданий, разработанные им в 1920-40-х годах.

## Великобритания

### После Великого Лондонского пожара
Террасные дома стали популярны в Англии и Уэльсе с XVII века. Идея была принесена из Италии в 1630-е годы: Ковент-гарден в Лондоне построен по образцу Палаццо Тьене в Венеции. Массовое строительство таких блочных домов началось после Великого лондонского пожара 1666 года, когда Николас Барбон начал отстраивать город. Террасы были придуманы, чтобы хозяева и слуги могли жить в одном месте, в противоположность ранее существовавшим отдельным кварталам для бедноты. Такие дома стали символом георгианской архитектуры в Британии. Самой большой и впечатляющей комнатой в доме была гостиная. Изначально террасные дома строились для благородного сословия (например, в районе Риджентс-парк в центральном Лондоне).
Дома XVII и XVIII веков не были особо мудреными: для строительства использовались доступные материалы, пространство делилось на маленькие комнаты по конструкционным причинам: купить более короткие деревянные балки для перекрытий было проще и дешевле.
Лондонский строительный акт 1774 года определил требования к террасным домам: минимальную толщину стены и продление боковых стен до линии крыши с целью предотвращения распространения пожаров. Однако эти правила не распространились по стране, и в других городах террасные дома строили на свой лад до середины XIX века, когда такой тип городской застройки стал обеспечивать интенсивное размещение разрастающегося рабочего класса по всей викторианской Британии.
Между 1841 и 1851 годами города Англии выросли на четверть, более половины населения страны стали горожанами, и это число к 1911 году достигло почти 80 %. Некоторые города росли многократно: так, Ронда в Уэльсе в результате интенсивной добычи угля выросла с 4 тысяч человек в 1861 году до 163 тыс. в 1891. Террасные дома стали экономичным решением для размещения большого количества людей на ограниченной территории.
Общегосударственное законодательство по жилищному строительству было принято в 1858 году (Local Government Act). Оно предусматривало, что улицы, застроенные террасными домами, должны иметь ширину не менее 35 футов (11 м) и что дома должны иметь минимальную свободную площадь с задней стороны 150 квадратных футов (14 м2). Расстояние между домами должно быть не меньше, чем их высота. Другие строительные правила определяли минимальный набор требований к дренажу, освещению и вентиляции, ряд актов также определял единый внешний вид террасных домов, строившихся по всей стране.
Набор удобств был ограничен: в 1906 году только 750 домов из 10 тысяч в Рочдейле имели туалетные комнаты внутри. Большей частью туалеты были на улице и они были общими на несколько домов, пока не было принято законодательство, обязывающее устраивать в домах канализацию и ватерклозеты.
Была также распространена «сдача коек постояльцам», практиковавшаяся семьями, снимавшими квартиры. В Лондоне встречались объявления о сдаче части комнаты, причём мужчина, работавший днём, и девушка, работавшая прислугой в гостинице ночью, должны были пользоваться одной постелью. Современники в середине XIX века писали, что в Ливерпуле «от 35 до 40 тысяч населения живёт ниже уровня почвы — в погребах, не имеющих вовсе стока…».
Несмотря на то, что в террасных домах жил рабочий класс, они были популярны и среди более состоятельных людей, особенно на севере Англии. Например, в 1914 году в таких домах проживало две трети населения Лидса. На некоторых территориях на один акр приходилось 70-80 домов. Их стали также использовать в коммерческих целях, превращая передние комнаты в магазины и устраивая магазины с угла здания. К 1890-м годам были разработаны проекты террасных домов для более состоятельных семей, в которых имело 8-9 комнат, ванные и теплые туалеты.
Множество построенных в викторианскую эпоху домов было впоследствии разрушено. Между 1960 и 1967 годами было снесено около полумиллиона викторианских террасных домов в бывших рабочих кварталах, на месте которых появились небоскрёбы. Однако в 1970-е их начали реновировать, оснащая водопроводом, канализацией и системами отопления, что снова сделало их популярными. Несмотря на то, что террасные дома ассоциируются с викторианской эпохой и пролетариатом, в 1997—2007 годах их цена выросла на 239 %, а к 2013 году превысила £200,000 за единицу жилой площади. В 2011 году каждый пятый дом в Британии строился как террасный.

### Социальное жильё XX века
После окончания Второй мировой войны Великобританию охватил жилищный кризис. Для его решения по всей стране начали строить многоэтажные дома с компактными квартирами. Власти поощряли высотное строительство субсидиями: если в регионе строилось социальное жилье выше пяти этажей, из госбюджета за каждый дополнительный этаж выплачивались деньги муниципалитету. Таким образом только в Ньюэме в лондонском Истэнде за короткий промежуток времени было построено девять высотных зданий, объединенных под названием Freemasons Estate. Панели для них изготавливали на заводе, а на площадке рабочие их скрепляли. Вместо цемента использовались металлические болты. ради экономии в конструкции панели использовали бумагу и картон. Это выяснилось в 1968 году, когда произошло возгорание в панельном доме под названием Ronan Point, у которого буквально сгорели стены. Попытка отремонтировать здание не увенчалась успехом: оказалось, что сквозь щели между панелями в дом затекала дождевая вода, болты, которыми были скреплены панели, проржавели, чрезмерная нагрузка на них делала неизбежным разлом непрочных панелей.
В 1986 году Ronan Point все же снесли, а вслед за ним и остальные здания в комплексе — Ault, Baulkham, Dobson, Gannon, Hume, Merrit, John Sopp и Abrahams Point.

## США

### Чикаго
Типовое социальное жилье, которое можно было арендовать по фиксированным ставкам (ниже рыночных цен) малообеспеченным американцам, после Второй мировой войны строилось в Чикаго. Эти кварталы многоэтажных домов получили наименование projects. Однако когда началось заселение квартир, белые американцы не захотели соседствовать с афроамериканцами и постарались перебраться из projects в более респектабельные районы. Параллельно в социальных кварталах нарастали преступность и наркоторговля, превратившие их в разновидность гетто.
В настоящий момент в Чикаго уже снесено несколько знаменитых проектов: Clarence Darrow, Harold L. Ickes Homes, Stateway Gardens и даже Robert Taylor Homes. Последний был назван в честь первого афроамериканца, руководившего городским управлением жилищного строительства — Роберта Тэйлора. Примечательно, что он был противником возведения типовых многоэтажек для бедных, считая, что они превратятся в гетто, и подал в отставку после того, как соответствующий план был утвержден.

### Жилой комплекс Пруитт-Айгоу
Социальный жилой комплекс из тридцати трёх 11-этажных домов, открытый в 1954 году для молодых квартиросъёмщиков из среднего класса и существовавший по 1974 год в городе Сент-Луисе штата Миссури, США. Был спроектирован архитектором Минору Ямасаки, известным как автор проекта Всемирного торгового центра в Нью-Йорке.
На строительство Казначейство США выделило 36 млн долларов. Плотность заселения оказалась выше, чем в городских трущобах, около 50 квартир на ≈0,004 км² (1 акр). Белые жители квартала уехали из квартир, после чего жилой комплекс стал превращаться в гетто. Массовая неоплата счетов привела к прорыву канализации в одном из домов. В 1970 году городские власти объявили квартал зоной бедствия. Не найдя средств для ремонта местной инфраструктуры, власти решили начать отселение жильцов. 16 марта 1972 года по решению Федерального правительства было взорвано первое здание, затем, в течение двух лет — и все остальные. Полностью территория была расчищена в 1976 году.

## Италия

### Неаполь,Vele di Scampia
Комплекс Vele («парус»)— крупнейший городской объект жилищного строительства в Неаполе, возведенный между 1962 и 1975 годами в районе Scampia по проекту архитектора Франко Ди Сальво. Идеей проекта было обеспечить малообеспеченных жителей квартирами и объединить их общим пространством для досуга. После разрушительного землетрясения 1980 года много семей остались без крова и начали занимать квартиры в комплексе самовольно. Среди них оказались и преступные элементы. Ситуация усугубилась до того, что даже полиция до 1987 года опасалась заходить в комплекс.
В марте 2017 года мэр города Неаполя Луиджи де Магистрис решил снести Vele di Scampia. На реновацию района начиная с 2017 года намечено потратить €3,9 млрд, из которых €500 млн предоставит правительство страны. Из всех построенных зданий останется одно, и туда переедет городская администрация.